# Marco Cecilio Metello (figlio di Lucio)
Marco Cecilio Metello (latino: Marcus Caecilius Metelli; fl. III secolo a.C.) è stato un politico romano dell'epoca repubblicana, figlio di Lucio Cecilio Metello.
Fu catturato dopo la sconfitta nella battaglia di Canne contro Annibale, nel 216 a.C.; il comandante dell'esercito era Lucio Emilio Paolo.
Tornato a Roma fu eletto questore nel 214 a.C.. Poco dopo subì un processo da parte dei censori per aver tentato di abbandonare la Repubblica, fuggendo dall'Italia, dopo la disfatta di Canne. Fu tribuno della plebe nel 213 a.C., per poi diventare edile nel 209 a.C. e pretore nel 206 a.C..
Fu inviato nel 205 a.C. come ambasciatore alla corte di Attalo I. Fu inoltre uno dei primi filelleni.

### Fonti primarie
- (GRC) Appiano di Alessandria, Historia Romana (Ῥωμαϊκά), VII e VIII. Versione in inglese qui Archiviato il 20 novembre 2015 in Internet Archive..
- (GRC) Polibio, Storie (Ἰστορίαι), VII. Versioni in inglese disponibili qui e qui.
- (GRC) Strabone, Geografia, V. Versione in inglese disponibile qui.
- (LA) Tito Livio, Ab Urbe condita libri, XXI-XXX.

### Fonti storiografiche moderne
- Manuel Dejante Pinto de Magalhães Arnao Metello and João Carlos Metello de Nápoles, "Metellos de Portugal, Brasil e Roma", Torres Novas, 1998